# Catuti
Catuti es un municipio brasilero del estado de Minas Gerais. Su población estimada en 2004 era de 5.117 habitantes. Ex-distrito de Mato Verde posee un Distrito, Barreiro Blanco, situado a 20 km de la capital del municipio, además de las comunidades rurales de Vila União Santa Rita, Malhada Grande, Vista Alegre, Carrasco, Vila Cento e Onze, Pé do Morro I e II, Tabuleiro, Poções, Pau a Pique, Linha D’água, Malhadinha, Ilha Grande I e II, Sambaiba, Ferraz, Jacuipe, Maravilha, Conselho, Lagoa Escura e Tamanduá. 

## Geografía
Principales distancias: Mato Verde – MG, 12 km; Janaúba – MG,93 km; Montes Claros – MG, 226 km; 
Belo Horizonte – MG, 652 km. 
El acceso al Municipio de Catuti es realizado por la carretera estatal (Mato Verde - Catuti - 
Gameleiras) pavimentada recientemente por el Programa Pró-Acesso.

### Clima
El clima es predominantemente tropical con transición al semiárido. Temperatura media registrada de 26 °C y la media de precipitación pluviométrica es de 850mm/año.

## Infraestructura

### Salud
Fue implantado el proceso de municipalización de las acciones de salud en Catuti. El Consejo Municipal de Salud y el Fondo Municipal de Salud se encuentran funcionando. El Plano Municipal de Salud fue elaborado y aprobado. El Municipio posee un Puesto de Salud y un Gabinete Odontológico. Existe también en el Distrito de Barreiro Blanco un Puesto de Salud.
De acuerdo con el estudio de las estadísticas de análisis del Municipio y pareceres técnicos, el cuadro de salud se encuentra en la categoría regular. Destaca la necesidad de dar mayor ênfasis al área de prevención.
El análisis del cuadro sanitario del Municipio sugiere que las enfermedades más comunes o preocupantes son:
- Parásitos e infecciones gastro-intestinales;
- Infecciones respiratorias (gripe, bronquitis, neumonía);
- Hipertensión arterial;
- Desnutrición (anemia carencial);
- Cáries;
- Aparato circulatorio (hipertensión arterial);
- Diabetes;
- Tuberculosis;
- Enfermedades Oncológicas

## Política

### Ejecutivo
Prefecto Municipal: Hélio Pinheiro de la Cruz Júnior – PP
Viceprefecto: Divaldo Alves de Sá – PSDB

### Legislativo
Antônio José de la Cruz (PMDB); Alaíde Maria de Souza (PTB); Alessandra Keli Leão Alves (PTB); Geraldo Ramos da Silva (PT); Hélio Cezar Barbosa (PDT); Hermínio Alves Martins (PMDB); Odair Diomedeci (PP); Paulo Alves Martins (PTB); Rudson de Freitas Neves (PSDB).